# Ринекер, Фриц
Фри́ц Ри́некер (нем. Fritz Rienecker) (27 мая 1897, Штрекау, Германская империя — 15 августа 1965, Ноймюнстер, ФРГ) — немецкий евангелическо-лютеранский пастор, теолог и публицист.
Создатель широко известных трудов по библеистике — многотомного библейского толкования «Вуппертальская библеистика» (нем. Wuppertaler Studienbibel) и «Библейского словаря» (нем. Lexikon zur Bibel) вышедшего в 1960 году в издательстве SCM R. Brockhaus. Последний известен в русском переводе как Библейская энциклопедия Брокгауза. Одним из его крупных достижений является «Языковой ключ к греческому Новому Завету» (нем. Sprachlichen Schlüssels zum Griechischen Neuen Testament), который стал основополагающим толкованием Библии.
Будучи пиетистом и членом Библейского союза он выступал противником высшей критики Библии.

## Биография
Родился 27 мая 1897 года в Штрекау. Рос в Найнштедте в семье учителя.
В 1918—1920 годах Ринекер сам был учителем в начальной школе.
Изучал педагогику и теологию в Берлинском университете имени Гумбольдта, Университете имени Христиана Альбрехта и Гамбургском университете. На год был вынужден оставить учёбу из-за опасного для жизни заболевания.
В 1924—1941 годах работал редактором в издательстве Ихлофф в Ноймюнстере.
В 1941—1946 годах служил пастором в приходе Гестхахта.
В 1947 году — преподаватель, а с 1948 года — старший преподаватель Нового Завета и систематического богословия в Евангелической академии Евангелической лютеранской церкви Брауншвейга.
В 1949—1958 годы преподавал Новый Завет и систематическое богословие в Теологической семинарии святого Кришона.
Последние годы, вплоть до своей отставки в 1962 году, глава общественного объединения «Старый пиетист» в Вюртемберге.

### Редакторская деятельность
На протяжении всей своей жизни Ринекер был редактором ряда журналов:
- 1925—1941 Nimm und lies
- 1929—1941 Auf der Warte
- 1949—1951 Aufwärts
- 1951—1963 Bibel und Gemeinde
- 1952—1964 Reichgottesarbeiter
- 1958-? Altpietistisches Gemeinschaftsblatt

## Научные труды
- Sprachlicher Schlüssel zum Griechishen Neuen Testament. Brunnen, 1. Auflage Gießen 1938 (ca. 150.000 Exemplare verkauft).
- als Hrsg.: Lexikon zur Bibel. R. Brockhaus, Wuppertal, 1. Auflage 1960.
- als Hrsg.: Wuppertaler Studienbibel. R. Brockhaus, Wuppertal (bis 1976 für das Neue Testament vollständig).